# 王則
王 則（おう そく、502年 - 549年）は、北魏末から東魏にかけての軍人。字は元軌。本貫は太原郡。

## 経歴
はじめ叔父で広平内史の王老生に従って征討にあたり、出陣するたびに戦功を挙げた。軍功により給事中に任じられ、白水子の爵位を受けた。後に元天穆に従って邢杲を討ち、軽騎で深入りして、邢杲に捕らえられた。永安2年（529年）、元顥が洛陽に入ると、王則と王老生はともに元顥に降ろうとしたが、元顥は王老生を疑って殺害した。王則は広州刺史の鄭先護のもとに逃れ、元顥に対して抵抗した。元顥が敗れると、王則は征虜将軍となり、東徐州防城都督として出向した。
永安3年（530年）、爾朱栄が殺害されると、東徐州刺史の斛斯椿の一派は粛清をおそれて、梁の立てた魏主の汝南王元悦に降った。王則は蘭陵郡太守の李義とともに斛斯椿を攻撃して破った。このため王則は行北徐州事となった。後に爾朱仲遠に属し、爾朱仲遠が敗れると、高歓に帰順した。征南将軍・金紫光禄大夫の位を加えられた。荊州刺史の賀抜勝に従い、後に行台の侯景に従って転戦し、功績を挙げた。
天平元年（534年）、東魏が建国されると、王則は行荊州事・都督三荊二襄南雍六州諸軍事・荊州刺史となった。天平2年（535年）11月、梁の柳仲礼が荊州を攻撃すると、王則は牛飲でこれを破り、その部将の張殖と王世興を斬った。天平4年（537年）の渭曲の戦いで、王則は西魏軍の包囲に迫られ、城を棄てて梁に逃亡した。まもなく梁から東魏へと身柄が返還されたが、高歓は王則を許して責めなかった。元象元年（538年）、洛州刺史に任じられた。洛州にあって収賄に明け暮れ、洛陽の銅像を奪っては壊して鑄銭をおこない、世に河陽銭と号した。12月、西魏の是云宝に洛陽を襲撃されると、王則は逃走した。武定年間、再び侯景に従って西魏を討った。武定5年（547年）、侯景が潁川で乱を起こすと、王則は高澄に召し出されて徐州刺史となった。梁が貞陽侯蕭淵明の率いる大軍を徐州に向けると、州城を水攻めにされたが、王則は堅く城を守った。不法行為のかどで、鎖を受けて晋陽に送られたが、高澄はその罪を許した。武定7年（549年）春、王則は48歳で死去した。都督青斉二州諸軍事・司空・青州刺史の位を追贈され、諡を烈懿といった。
弟に王敬宝がおり、後に東広州刺史となった。

## 伝記資料
- 『北斉書』巻20 列伝第12
- 『北史』巻53 列伝第41